# Pseudoditrichum
Pseudoditrichum je monotipski rod pravih mahovina smješten u vlastitu porodicu i red. Jedina je vrsta P. mirabile, sjevernoamerički endem iz Kanade, koji raste jedino uz rijeku Sloan River blizu Velikog Medvjeđeg jezera. 